# Todiramphus funebris
Todiramphus funebris, conhecida como martim-caçador-sombrio,  é uma espécie de ave da família Alcedinidae.
É endémica da Indonésia.
Os seus habitats naturais são: florestas subtropicais ou tropicais húmidas de baixa altitude, florestas de mangal tropicais ou subtropicais, pântanos subtropicais ou tropicais e plantações.
Está ameaçada por perda de habitat.